# Список моногородов России
Спи́сок моногородо́в Росси́и — перечень моногородов Российской Федерации с указанием численности населения и градообразующих предприятий. По классификации Фонда развития моногородов, поселения разделены на кризисные, находящиеся в зоне риска и стабильные (красная, жёлтая и зелёная группы соответственно). К 2019-му в России насчитывалось 320 моногородов.
На 2019 год самым большим моногородом являлся Тольятти с населением в 718 тыс. человек.

## Список моногородов
| Название                             | Численность населения (тыс. человек) | Градообразующее предприятие |
| ------------------------------------ | ------------------------------------ | --- |
| Алтайский край                       |                                      | |
| Яровое                               | 18,05                                | ОАО «Алтайхимпром» |
| Заринск                              | 46,25                                | ОАО «Алтай-кокс» |
| Алейск                               | 29,2                                 | АО «Алейскзернопродукт» имени С. Н. Старовойтова |
| Новоалтайск                          | 73,7                                 | ОАО «Алтайвагон», предприятия Западно-Сибирской железной дороги |
| Степное Озеро (посёлок)              | 6,3                                  | ОАО «Кучуксульфат» |
| Амурская область                     |                                      | |
| Райчихинск                           | 17,3                                 | ООО «Амурский уголь» |
| Свободный                            | 53,6                                 | Структурные подразделения Дальневосточной железной дороги — филиала ОАО «РЖД» |
| Тында                                | 33,06                                | Структурные подразделения Дальневосточной железной дороги — филиала ОАО «РЖД» (Тындинский регион) |
| Прогресс (посёлок городского типа)   | 9,8                                  | Райчихинская ГРЭС |
| Архангельская область                |                                      | |
| Кизема (посёлок)                     | 2,6                                  | ООО «Дмитриевский леспромхоз» |
| Онега                                | 20,2                                 | ОАО «Онежский лесопильнодеревообрабатывающий комбинат» |
| Октябрьский (посёлок)                | 9,1                                  | ОАО «Октябрьский ДСК» |
| Коряжма                              | 38                                   | Филиал ОАО «Группа „Илим“» |
| Новодвинск                           | 39,6                                 | ОАО «Архангельский целлюлозно-бумажный комбинат» |
| Североонежск (посёлок)               | 4,9                                  | ОАО «Северо-Онежский бокситный рудник» |
| Северодвинск                         | 188,4                                | ОАО «ПО „Севмаш“», ОАО «ЦС „Звёздочка“» |
| Белгородская область                 |                                      | |
| Губкин                               | 120,5                                | ОАО «Лебединский ГОК» |
| Брянская область                     |                                      | |
| Белая Берёзка (посёлок)              | 6                                    | ООО «Брянский фанерный комбинат» |
| Бытошь (посёлок)                     | 4,5                                  | ОАО «Бытошевский стекольный завод» |
| Ивот (посёлок)                       | 6,4                                  | ОАО «Ивотстекло» |
| Любохна (посёлок)                    | 6,3                                  | ОАО «Сантехлит» |
| Сураж                                | 11,1                                 | ЗАО «Пролетарий» |
| Фокино                               |                                      | ЗАО «Мальцовский портландцемент» |
| Карачев                              | 25,6                                 | ФГУП «Карачевский завод „Электродеталь“» |
| Погар (посёлок)                      | 8,4                                  | ОАО «Погарская сигаретно-сигарная фабрика» |
| Клинцы                               | 69,5                                 | ОАО «Клинцовский автокрановый завод» |
| Сельцо                               | 17,1                                 | ОАО «Брянский химический завод имени имени 50-летия СССР» |
| Владимирская область                 |                                      | |
| Гороховец                            | 12,7                                 | ООО «Русджам» |
| Камешково                            | 12,4                                 | Камешковский филиал ООО «Детская одежда» |
| Курлово                              | 5,9                                  | ООО «Завод Символ» |
| Меленки                              | 13,7                                 | Меленковский консервный завод |
| Вязники                              | 43,9                                 | ОАО «Освар» |
| Ставрово (посёлок)                   | 7,2                                  | ООО «СтиС-Владимир» |
| Кольчугино                           | 44,9                                 | ОАО "Электрокабель «Кольчугинский завод», ЗАО «Кольчугинский завод цветных металлов» |
| Волгоградская область                |                                      | |
| Михайловка                           | 58,7                                 | ОАО «Себряковцемент», ОАО «Себряковский комбинат асбестоцементных изделий» |
| Фролово                              | 38,5                                 | ЗАО «Фроловский электросталеплавильный завод» (ЗАО «ВолгаФЭСТ») |
| Вологодская область                  |                                      | |
| Красавино                            | 6,8                                  | ОАО «Вологодский текстиль» (на базе ОАО «Северлён», ликвидированного в 2012 году) |
| Сазоново (посёлок)                   | 2,9                                  | ОАО Стекольный завод «Русджам-Покровский» |
| Череповец                            | 316,7                                | ОАО ЧерМК «Северсталь» |
| Сокол                                | 37,7                                 | ОАО «Сокольский деревообрабатывающий комбинат», ОАО «Сокольский целлюлозно-бумажный комбинат», ООО «Сухонский целлюлозно-бумажный комбинат»                                                                   |
| Воронежская область                  |                                      | |
| Елань-Коленовский                    | 3,5                                  | ОАО «Елань-Коленовский сахарный завод» |
| Семилуки                             | 26,5                                 | ОАО «Семилукский огнеупорный завод» |
| Павловск                             | 24,8                                 | ОАО «Павловск Неруд» (в 2013 году стало правопреемником ОАО «Павловскгранит») |
| Россошь                              | 62,5                                 | ОАО «Минудобрения» |
| Еврейская автономная область         |                                      | |
| Теплоозёрск (посёлок)                | 3,6                                  | ОАО «Теплоозёрский цементный завод» |
| Забайкальский край                   |                                      | |
| Жирекен (посёлок)                    | 4,6                                  | ОАО «Жирекенский ГОК», ООО «Жирекенский ферромолибденовый завод» |
| Новоорловск (посёлок)                | 3                                    | ЗАО «Новоорловский ГОК» |
| Первомайский                         | 12                                   | ОАО «Забайкальский горнообогатительный комбинат» (включая дочернее ООО «Рос-шпат») |
| Краснокаменск                        | 52,8                                 | ОАО «ППГХО» |
| Новопавловка (посёлок)               | 3,7                                  | ООО «Мебельный комбинат „Рассвет“» |
| Вершино-Дарасунский (посёлок)        | 5,4                                  | ООО «Дарасунский рудник» |
| Шерловая Гора (посёлок)              | 12,1                                 | ОАО «Разрез Харанорский» |
| Кокуй (посёлок)                      | 7,3                                  | ООО «Сретенский судостроительный завод» |
| Ивановская область                   |                                      | |
| Петровский (посёлок)                 | 2,3                                  | Спиртзавод «Петровский» |
| Каменка (посёлок)                    | 3,8                                  | ООО ПП «Красный Октябрь» |
| Савино (посёлок)                     | 5                                    | Савинский цементный завод |
| Южа                                  | 13,9                                 | ООО «Мануфактура Балина», ООО «Спартак» |
| Наволоки                             | 13                                   | ХБК «Навтекс» |
| Колобово (посёлок)                   | 3,5                                  | Колобовский филиал ООО «Руса» |
| Вичуга                               | 34,8                                 | ООО «Машиностроительный завод» |
| Приволжск                            | 15,8                                 | ООО «Приволжская коммуна» |
| Фурманов                             | 35,3                                 | ОАО «Фурмановская прядильно-ткацкая фабрика № 2», Прядильно-ткацкая фабрика № 3 ХБК «Шуйские ситцы», ООО «Фурмановская текстильная фабрика»                                                                   |
| Тейково                              | 33,7                                 | ООО «Текстильная компания Тейковский ХБК» |
| Иркутская область                    |                                      | |
| Байкальск                            | 13,7                                 | ОАО «Байкальский целлюлозно-бумажный комбинат» (ОАО «БЦБК») |
| Усолье-Сибирское                     | 80,3                                 | ООО «Усольехимпром» |
| Тулун                                | 41,6                                 | «Разрез Тулунуголь», ООО «Востсибуголь» |
| Черемхово                            | 51,2                                 | ООО «Востсибуголь» |
| Саянск                               | 39,1                                 | ОАО «Саянскхимпласт» |
| Усть-Илимск                          | 83,6                                 | Филиал ОАО «Илим» |
| Железногорск-Илимский                | 24,5                                 | ОАО «Коршуновский горно-обогатительный комбинат» |
| Шелехов                              | 46,7                                 | ОАО «СУАЛ» филиал Ирказ СУАЛ |
| Калининградская область              |                                      | |
| Янтарный (посёлок)                   | 5,5                                  | АО «Калининградский янтарный комбинат» |
| Калужская область                    |                                      | |
| Протва                               |                                      | АО «Калужский научно-исследовательский радиотехнический институт» (КНИРТИ), АО «Калужский завод радиотехнической аппаратуры» (входят в состав Концерна «Радиоэлектронные технологии»)                         |
| Куровской                            |                                      | |
| Середейский                          | 1,7                                  | |
| Воротынск                            |                                      | Стройполимеркерамика |
| Балабаново                           | 25,5                                 | Плитспичпром |
| Новослободск                         | 1,4                                  | НОВОСЛОБОДСКИЙ МАШИНОСТРОИТЕЛЬНЫЙ ЗАВОД" |
| Ермолино                             | 10,2                                 | |
| Сосенский                            | 10,6                                 | Сосенский приборостроительный завод |
| Кондрово                             | 15,8                                 | ОАО «Троицкая бумажная фабрика», ОАО «Кондровская бумажная компания», ООО «ГИГИЕНА-СЕРВИС», ООО «Веста», Кондровский филиал «ГеоПАК»                                                                          |
| Карачаево-Черкесская Республика      |                                      | |
| Медногорский (посёлок)               | 5,6                                  | ЗАО «Урупский горнообогатительный комбинат» |
| Кемеровская область                  |                                      | |
| Анжеро-Судженск                      | 69,2                                 | ОАО «Шахтоуправление Анжерское», ООО «Обогатительная фабрика Анжерская», ООО «Шахта Анжерская-Южная», ОАО «Анжерский машиностроительный завод», Антоновское рудоуправление (филиал ОАО Кузнецкие ферросплавы) |
| Гурьевск                             | 24,1                                 | ОАО «Гурьевский металлургический завод» |
| Прокопьевск                          | 191,8                                | ЗАО ХК «СДС», ООО «Шахта имени Дзержинского», ООО «Коксовая», ООО «Прокопьевская» |
| Калтан                               | 20,6                                 | Шахта «Алардинская», Южно-Кузбасская ГРЭС |
| Киселёвск                            | 88,1                                 | ООО «Шахта № 12», ООО «Шахта Киселёвская», ООО «Разрез Киселёвский», ООО «Участок Коксовый», ОАО «Разрез Октябринский», ООО «Вахрушевское поле», ОАО «Поляны»                                                 |
| Мундыбаш (посёлок)                   | 4,8                                  | Мундыбашская обогатительная фабрика |
| Юрга                                 | 81,4                                 | ООО «Юргинский машиностроительный завод» |
| Салаир                               | 8,1                                  | ОСП «Салаирское горнорудное производство» |
| Таштагол                             | 22,9                                 | Таштагольский филиал ОАО «Евразруда» |
| Мариинск                             | 38,2                                 | АО «Мариинский ликёро-водочный завод» |
| Топки                                | 27,6                                 | ООО «Топкинский цемент» |
| Яшкино (посёлок)                     | 13,4                                 | ООО «КДВ Яшкино» |
| Мыски                                | 40,9                                 | ОАО «Южный Кузбасс» (включая Разрез «Сибиргинский», Шахта «Сибиргинская», ЦОФ «Сибирь») |
| Междуреченск                         | 96,1                                 | ЗАО «Распадская угольная компания», ОАО «Междуречье», ОАО «Южный Кузбасс» |
| Берёзовский                          | 45,8                                 | ОАО «Берёзовский сыродельный комбинат» |
| Тайга                                | 23,1                                 | Филиалы и структурные подразделения ОАО «РЖД» |
| Ленинск-Кузнецкий                    | 95,2                                 | ОАО «СУЭК-Кузбасс» |
| Осинники                             | 41,8                                 | Шахта «Осинниковская» |
| Полысаево                            | 26                                   | Шахта «Заречная» |
| Белово                               | 72,5                                 | ООО «Шахта Грамотеинская», OOO «Шахта Чертинская-Коксовая», ООО «Шахта Листвяжная», «Бачатский угольный разрез», филиал ОАО «Кузбассразрезуголь»                                                              |
| Шерегеш (посёлок)                    | 10,3                                 | Горно-шорский филиал |
| Краснобродский (посёлок)             | 11,5                                 | ООО «Краснобродский угольный разрез» |
| Белогорск (посёлок)                  | 2,6                                  | Кия-Шалтырский нефелиновый рудник |
| Новокузнецк                          | 550,2                                | ОАО «ЗСМК», включая ОАО «Новокузнецкий металлургический комбинат» |
| Кировская область                    |                                      | |
| Вятские Поляны                       | 33,5                                 | Вятско-Полянский машиностроительный завод «Молот» |
| Мурыгино (посёлок)                   | 7,4                                  | ОАО «Эликон» |
| Белая Холуница                       | 11,7                                 | ОАО «Белохолуницкий машстройзавод» |
| Луза                                 | 11,8                                 | ООО «Лузский ЛПК» |
| Кирс                                 | 10,8                                 | ОАО «Кирскабель» |
| Демьяново (посёлок)                  | 6,4                                  | Лесопромышленный комплекс «Полеко» |
| Уржум                                | 9,9                                  | ОАО «Уржумский спиртоводочный завод» |
| Красная Поляна (посёлок)             | 5,9                                  | ООО «ИКЕА Индастри Вятка» (ОАО «Домостроитель») |
| Омутнинск                            | 23,2                                 | ЗАО «Омутнинский металлургический завод» |
| Стрижи (посёлок)                     | 3,3                                  | ООО «Силворд-Стрижи» (на базе бывшего ОАО «Силикат») |
| Кирово-Чепецк                        | 75,9                                 | ОАО «Завод минеральных удобрений Кирово-Чепецкого химического комбината», ООО «ГалоПолимер КировоЧепецк» |
| Костромская область                  |                                      | |
| Мантурово                            | 16,4                                 | ОАО «Мантуровский фанерный комбинат» |
| Галич                                | 16,9                                 | ОАО «Галичский автокрановый завод» |
| Красноярский край                    |                                      | |
| Бородино                             | 16                                   | АО «СУЭК» |
| Зеленогорск                          | 61,9                                 | АО «Электрохимический завод» |
| Норильск                             | 177,3                                | Заполярный филиал Горно-металлургической компании «Норильский никель» |
| Железногорск                         | 83,8                                 | ФГУП «Управление специального строительства по территории № 9 при Спецстрое России» |
| Лесосибирск                          | 65,2                                 | ОАО «Лесосибирский ЛДК № 1», ЗАО «Новоенисейский лесохимический комплекс» |
| Курганская область                   |                                      | |
| Катайск                              | 13,1                                 | АО «Катайский насосный завод» |
| Петухово                             | 10,3                                 | Петуховский литейно-механический завод |
| Далматово                            | 13,7                                 | Завод «Старт» |
| Варгаши (посёлок)                    | 9,1                                  | ОАО «Варгашинский завод противопожарного и специального оборудования» |
| Курская область                      |                                      | |
| Железногорск                         | 97,6                                 | ОАО «Михайловский ГОК» (ОАО «МГОК») |
| Ленинградская область                |                                      | |
| Пикалёво                             | 20,8                                 | ООО «Пикалевский глиноземный завод» |
| Сланцы                               | 32,3                                 | ОАО «Сланцы» |
| Сясьстрой                            | 14,2                                 | ОАО «Сясьский целлюлозно-бумажный комбинат» |
| Липецкая область                     |                                      | |
| Лебедянь                             | 19,2                                 | ООО «Лебедянский» |
| Мурманская область                   |                                      | |
| Кировск                              | 24,2                                 | ОАО «Апатит» |
| Ковдор                               | 15,4                                 | ОАО «Ковдорский горнообогатительный комбинат» |
| Ревда (посёлок)                      | 6,3                                  | ООО «Ловозерский горнообогатительный комбинат» |
| Никель (посёлок)                     | 9,5                                  | ОАО «Кольская горнометаллургическая компания» |
| Мончегорск                           | 39,4                                 | ОАО «Кольская ГМК» |
| Оленегорск                           | 20,8                                 | ОАО «ОЛКОН» |
| Заполярный                           | 14,2                                 | ОАО «Кольская горнометаллургическая компания» |
| Нижегородская область                |                                      | |
| Заволжье                             | 39,3                                 | ПАО «Заволжский моторный завод» |
| Мухтолово (посёлок)                  | 4,9                                  | Производственный кооператив фирма «Мухтоловская спецодежда» |
| Навашино                             | 15,5                                 | АО «Окская судоверфь» |
| Ворсма                               | 10,9                                 | ОАО «Медицинский инструментарный завод имени В. И. Ленина» |
| Кулебаки                             | 34,1                                 | ПАО «Русполимет» |
| Первомайск                           | 19,3                                 | АО «Транспневматика» |
| Павлово                              | 59                                   | ООО «Павловский автобусный завод» |
| Володарск                            | 10                                   | ОАО «Агрофирма Птицефабрика Сеймовская» |
| Княгинино                            | 1,3                                  | ОАО «Княгининское молоко» |
| Решетиха (посёлок)                   | 6,8                                  | ОАО «Сетка» (ранее — Решетинская сетевязальная фабрика) |
| Балахна                              | 50,1                                 | АО «Волга» |
| Выкса                                | 83,8                                 | АО «Выксунский металлургический завод» |
| Новгородская область                 |                                      | |
| Краснофарфорный (посёлок)            | 1,3                                  | ООО «Форфор на Волхове» |
| Пестово                              | 15,8                                 | Пестовский лесопильный завод ООО «ЮПМ Кюммене-Чудово» |
| Боровичи                             | 52,6                                 | ОАО «Боровичский комбинат огнеупоров» |
| Парфино (посёлок)                    | 7,2                                  | ООО «Парфинский фанерный комбинат» |
| Угловка (посёлок)                    | 2,3                                  | ОАО «Угловский известковый комбинат» |
| Новосибирская область                |                                      | |
| Линёво (посёлок)                     | 13,9                                 | ЗАО Энергопром-Новосибирский электродный завод |
| Горный (посёлок)                     | 9,1                                  | Горновский завод спецжелезобетона (филиал ОАО «РЖД») |
| Омская область                       |                                      | |
| Красный Яр (посёлок)                 | 5,2                                  | Любинский молочноконсервный комбинат |
| Оренбургская область                 |                                      | |
| Новотроицк                           | 100,7                                | ОАО «Уральская сталь» |
| Кувандык                             | 24,9                                 | ОАО «Южно-Уральский криолитовый завод» |
| Светлый (посёлок)                    | 7,7                                  | ООО «Буруктальский никелевый завод» |
| Медногорск                           | 28,1                                 | ООО «Медногорский медно-серный комбинат» |
| Гай                                  | 37,1                                 | ОАО «Гайский ГОК» |
| Соль-Илецк                           | 27,1                                 | ООО «Руссоль» |
| Ясный                                | 15,6                                 | Киембаевский горнообогатительный комбинат «Оренбургские минералы» |
| Орловская область                    |                                      | |
| Мценск                               | 39,7                                 | ОАО «Мценский литейный завод», ОАО «Мценский завод коммунального машиностроения» |
| Пензенская область                   |                                      | |
| Сердобск                             | 33,9                                 | ЗАО «Сердобский машиностроительный завод» |
| Никольск                             | 20,5                                 | Никольский завод светотехнического стекла |
| Мокшан (посёлок)                     | 11,3                                 | ООО «Невский кондитер» |
| Заречный                             | 65,1                                 | ПО «Старт» имени М. В. Проценко |
| Псковская область                    |                                      | |
| Печоры                               | 9,6                                  | ООО «Еврокерамика» |
| Пермский край                        |                                      | |
| Красновишерск                        | 15                                   | ООО «Красновишерский ДСК» |
| Очёр                                 | 14                                   | ОАО «Очёрский машиностроительный завод» |
| Чусовой                              | 50,4                                 | ОАО «Чусовской металлургический завод» |
| Александровск                        | 14,2                                 | ОАО «Александровский машиностроительный завод» |
| Горнозаводск                         | 11,2                                 | ОАО «Горнозаводскцемент» |
| Юго-Камский (посёлок)                | 9,3                                  | ООО «Машиностроительный завод ЮГОКАМА» |
| Приморский край                      |                                      | |
| Дальнегорск                          | 44,4                                 | ЗАО «Горно-химическая компания Бор» |
| Светлогорье                          | 1,6                                  | ООО «Лермонтовский ГОК» |
| Ярославский (посёлок)                | 10,5                                 | ООО «Ярославская горнорудная компания» |
| Восток (посёлок)                     | 3,9                                  | ОАО «Приморский горнообоготительный комбинат», горнорудная компания «АИР» |
| Спасск-Дальний                       | 40,2                                 | ООО «Спасскцемент» |
| Лучегорск (посёлок)                  | 18,9                                 | Приморской ГРЭС |
| Арсеньев                             | 5,4                                  | ОАО «ПРОГРЕСС» |
| Новошахтинский (посёлок)             | 8,2                                  | Разрезуправление «Новошахтинское» |
| Липовцы (посёлок)                    | 7,1                                  | Шахтоуправление «Восточное» |
| Республика Башкортостан              |                                      | |
| Белебей                              | 59,2                                 | Белебеевский завод «Автонормаль», ООО «Белебеевский завод „Автокомплект“», ООО «Белебеевское предприятие „Автодеталь“»                                                                                        |
| Кумертау                             | 59,5                                 | ОАО «Кумертауское авиационное производственное предприятие» |
| Белорецк                             | 64,9                                 | ОАО «Белорецкий металлургический комбинат» |
| Нефтекамск                           | 131,1                                | ПАО «НЕФАЗ» |
| Учалы                                | 40,9                                 | ОАО «Учалинский горно-обогатительный комбинат» |
| Благовещенск                         | 34,8                                 | ОАО «Благовещенский арматурный завод» |
| Республика Бурятия                   |                                      | |
| Селенгинск (посёлок)                 | 13,7                                 | ОАО «Селенгинский целлюлозно-картонный комбинат» |
| Каменск (посёлок)                    | 6,7                                  | ООО «Тимлюйский завод», ООО «Тимлюйский цементный завод» |
| Гусиноозёрск                         | 23,2                                 | ОАО «ОГК-3», Гусиноозёрская ГРЭС |
| Северобайкальск                      | 23,6                                 | Северобайкальский участок Восточно-Сибирской железной дороги ОАО РЖД |
| Саган-Нур (посёлок)                  | 3,9                                  | ОАО «Сибирская угольная энергетическая компания» (ОАО «СУЭК») |
| Закаменск                            | 11,4                                 | ЗАО «Закаменск», ООО «Литейщик» |
| Республика Дагестан                  |                                      | |
| Каспийск                             | 105,1                                | ОАО Завод «Дагдизель», ОАО «Каспийский завод точной механики» |
| Дагестанские Огни                    | 29,5                                 | ООО «ДагестанСтеклоТара» |
| Республика Карелия                   |                                      | |
| Суоярви                              | 9,2                                  | ЗАО «Запкареллес» |
| Кондопога                            | 32,2                                 | ОАО «Кондопога» |
| Муезерский (посёлок)                 | 2,8                                  | ОАО «Муезерский леспромхоз» |
| Надвоицы (посёлок)                   | 8                                    | ОАО «Сибирско-Уральская Алюминиевая компания» филиал «НАЗ-СУАЛ» |
| Питкяранта                           | 11,2                                 | Целлюлозный завод «Питкяранта» |
| Пудож                                | 9,2                                  | ООО «Пудожлеспром» |
| Сегежа                               | 28,1                                 | АО «Сегежский ЦБК» (ОАО «Сегежский ЦБК») |
| Пиндуши (посёлок)                    | 5                                    | ОАО «Карелия ДСП» |
| Костомукша                           | 29,5                                 | ОАО «Карельский окатыш» |
| Лахденпохья                          | 7,5                                  | Лахденпохский фанерный комбинат «Бумэкс» |
| Вяртсиля (посёлок)                   | 3                                    | ЗАО «Вяртсильский метизный завод» |
| Республика Коми                      |                                      | |
| Емва                                 | 13,7                                 | СЛДК «Северный лес» (ООО «Княжпогостский завод ДВП») |
| Инта                                 | 26,2                                 | АО «Шахта „Интауголь“» |
| Жешарт (посёлок)                     | 7,5                                  | ЗАО «Жешартский фанерный комбинат» |
| Воркута                              | 58,1                                 | АО «Воркутауголь» |
| Республика Крым                      |                                      | |
| Красноперекопск                      | 29,5                                 | АО «Крымский содовый завод» |
| Армянск                              | 25,4                                 | АО «Крымский Титан» |
| Республика Марий Эл                  |                                      | |
| Козьмодемьянск                       | 20                                   | АО «Завод Копир», ООО «Потенциал» |
| Республика Мордовия                  |                                      | |
| Умёт (посёлок)                       | 2,8                                  | ЗАО «Плайтерра» |
| Рузаевка                             | 46,4                                 | ОАО «Рузхиммаш» |
| Кадошкино (посёлок)                  | 4,3                                  | ОА «Кадошкинский электротехнический завод» |
| Тургенево (посёлок)                  | 4,8                                  | ОАО «Ардатовский светотехнический завод» |
| Комсомольский (посёлок)              | 12,8                                 | ОАО «Мордовский цементный завод», ОАО «Лато» |
| Атяшево (посёлок)                    | 6                                    | ООО «Мясоперерабатывающий комплекс Атяшевский» |
| Республика Саха (Якутия)             |                                      | |
| Удачный                              | 11,6                                 | Удачнинский ГОК |
| Нерюнгри                             | 57                                   | ХК «Якутуголь» |
| Айхал (посёлок)                      | 13,6                                 | АК «АЛРОСА» |
| Нижний Куранах (посёлок)             | 5,2                                  | ОАО «Алданзолото ГРК» |
| Мохсоголлох (посёлок)                | 6,1                                  | Производственное объединение «ЯКУТЦЕМЕНТ» |
| Мирный                               | 35,2                                 | АК «АЛРОСА» |
| Республика Татарстан                 |                                      | |
| Зеленодольск                         | 98,1                                 | АО «ПОЗиС» |
| Набережные Челны                     | 519                                  | ПАО «КАМАЗ» |
| Камские Поляны (посёлок)             | 15                                   | Управляющая компания «Индустриальный парк Камские Поляны» |
| Елабуга                              | 72,4                                 | ОАО «Производственное объединение Елабужский автомобильный завод» (ОАО ПО ЕЛАЗ) |
| Менделеевск                          | 22,1                                 | ОАО «Химзавод имени Л. Я. Карпова» |
| Чистополь                            | 59,8                                 | ООО ПКФ «Бетар», ООО ИПТ «Восток», ЗАО «Восток-Скай» |
| Нижнекамск                           | 238,8                                | ПАО «Нижнекамскнефтехим» |
| Республика Хакасия                   |                                      | |
| Абаза                                | 16,2                                 | Абаканский филиал ОАО «Евразруда» |
| Вершина Тёи (посёлок)                | 3,5                                  | Тейский филиал ОАО «Евразруда» |
| Саяногорск                           | 62                                   | ОАО «Саяногорский алюминиевый завод» |
| Сорск                                | 11,4                                 | ООО «Сорский горнообогатительный комбинат», ООО «Сорский ферромолибденовый завод» |
| Черногорск                           | 75                                   | «СУЭК-Хакасия» |
| Ростовская область                   |                                      | |
| Гуково                               | 66,3                                 | ОАО «Гуковуголь» |
| Донецк                               | 48,4                                 | ОАО «Донецкая мануфактура М» |
| Зверево                              | 19,4                                 | Шахтоуправление «Обуховская» |
| Рязанская область                    |                                      | |
| Побединка (посёлок)                  | 29,1                                 | ОАО «Скопинский автоагрегатный завод» |
| Елатьма                              | 3,3                                  | ОАО «Елатомский приборный завод» |
| Лесной (посёлок)                     | 7,6                                  | ФГУП «Эластик» |
| Новомичуринск                        | 16,8                                 | Рязанская ГРЭС |
| Самарская область                    |                                      | |
| Тольятти                             | 718,17                               | ОАО «АВТОВАЗ» |
| Новокуйбышевск                       | 102,9                                | Новокуйбышевский НПЗ, Новокуйбышевская нефтехимическая компания, Новокуйбышевский завод масел и присадок |
| Чапаевск                             | 71,7                                 | ОАО «Промсинтез» |
| Саратовская область                  |                                      | |
| Петровск                             | 30,1                                 | Петровский электромеханический завод «Молот» |
| Вольск                               | 63,2                                 | ОАО «Вольскцемент» |
| Свердловская область                 |                                      | |
| Волчанск                             | 9,7                                  | Волчанский механический завод |
| Первоуральск                         | 149,5                                | ОАО «Первоуральский новотрубный завод» |
| Североуральск                        | 42,6                                 | ОАО «Севуралбокситруда» |
| Карпинск                             | 30,8                                 | ОАО «Электромашиностроительный завод», ООО «Завод горного машиностроения», ООО "Машиностроительный завод «Звезда»                                                                                             |
| Краснотурьинск                       | 56,5                                 | Богословский алюминиевый завод, АО «Богословское рудоуправление» |
| Красноуральск                        | 24,4                                 | ОАО «Святогор» |
| Верхняя Тура                         | 9,2                                  | ОАО «Верхнетуринский машиностроительный завод» |
| Каменск-Уральский                    | 173,3                                | ОАО «Синарский трубный завод (СинТЗ)»; ОАО «Каменск-Уральский завод по обработке цветных металлов»; ОАО «КаменскУральский металлургический завод»; филиал «УАЗ-СУАЛ» ОАО СУАЛ                                 |
| Качканар                             | 42,5                                 | ОАО «ЕВРАЗ Качканарский горнообогатительный комбинат» |
| Верхняя Пышма                        | 77,9                                 | ОАО «Уралэлектромедь», ООО «Уральские локомотивы» |
| Асбест                               | 63,3                                 | ОАО «Уральский асбестовый горнообогатительный комбинат» (ОАО «Ураласбест») |
| Нижний Тагил                         | 360,6                                | ОАО «Научнопроизводственная корпорация „Уралвагонзавод“ имени Ф. Э. Дзержинского», ОАО «Нижнетагильский металлургический комбинат»                                                                            |
| Верхняя Салда                        | 47,5                                 | АО «Корпорация ВСМПОАВИСМА» |
| Серов                                | 107,1                                | ОАО «Металлургический завод имени А. К. Серова», ОАО «Серовский завод ферросплавов» |
| Ревда                                | 63,5                                 | ОАО «Среднеуральский медеплавильный завод», ОАО «Ревдинский завод по обработке цветных металлов» |
| Полевской                            | 70,7                                 | ОАО «Северский трубный завод» |
| Малышева (посёлок)                   | 8,9                                  | ОАО «Малышевское рудоуправление» |
| Покровск-Уральский (посёлок)         | 1,1                                  | ООО «Уральский щебень» |
| Рефтинский (посёлок городского типа) | 15                                   | Рефтинская ГРЭС |
| Баранчинский (посёлок)               | 8,7                                  | ЗАО «Баранчинский электромеханический завод» |
| Кушва                                | 26,8                                 | ОАО «Гороблагодатское рудоуправление» |
| Тавда                                | 32,2                                 | ООО «Тавдинский фанеро-плиточный комбинат» |
| Нижние Серги                         | 7,7                                  | ОАО «Нижнесергинский метизно-металлургический завод» |
| Реж                                  | 36,2                                 | АО «ПО Режникель», АО «Сафьяновская медь» |
| Смоленская область                   |                                      | |
| Дорогобуж                            | 9,7                                  | ПАО «Дорогобуж» |
| Ставропольский край                  |                                      | |
| Невинномысск                         | 116,8                                | ОАО «Невинномысский Азот» |
| Тамбовская область                   |                                      | |
| Котовск                              | 31,2                                 | ФКП «Тамбовский пороховой завод» |
| Знаменка (посёлок)                   | 22,4                                 | ОАО «Знаменский сахарный завод» |
| Тверская область                     |                                      | |
| Великооктябрьский (посёлок)          | 1,8                                  | ОАО «Великооктябрьское стекло» |
| Кувшиново                            | 8,06                                 | ОАО «Каменская бумажнокартонная фабрика» |
| Жарковский (посёлок)                 | 3,9                                  | ООО «Жарковский деревообрабатывающий комбинат» |
| Спирово (посёлок)                    | 5,8                                  | ООО «Индустрия» |
| Западная Двина                       | 8,6                                  | ОАО «Деревообработчик» |
| Калашниково (посёлок)                | 12,5                                 | ООО «СветТехЭлектро», ОАО"Лихославльский радиаторный завод" |
| Изоплит (посёлок)                    | 1,6                                  | ООО «Парок» (Paroc) |
| Удомля                               | 27,6                                 | Калининская АЭС |
| Томская область                      |                                      | |
| Северск                              | 107,4                                | АО «Сибирский химический комбинат» |
| Стрежевой                            | 39, 17                               | АО «Томскнефть» ВНК |
| Тульская область                     |                                      | |
| Алексин                              | 68,4                                 | ОАО «Тяжпромарматура» |
| Ефремов                              | 35,1                                 | ОАО «Ефремовский завод синтетического каучука» |
| Кимовск                              | 25,9                                 | АО «Кимовский радиоэлектромеханический завод» |
| Белёв                                | 13,1                                 | ОАО «Трансмаш» |
| Первомайский (посёлок)               | 9                                    | ОАО «Щёкиноазот» (включая Первомайский филиал) |
| Суворов                              | 17,4                                 | филиал «Черепетская ГРЭС имени Д. Г. Жимерина», АО «Интер РАО — Электрогенерация» |
| Удмуртская Республика                |                                      | |
| Сарапул                              | 99,8                                 | ОАО «Сарапульский электрогенераторный завод»; ОАО «Сарапульский радиозавод» |
| Воткинск                             | 98                                   | ОАО «Воткинский завод» |
| Глазов                               | 96,3                                 | АО «Чепецкий механический завод» |
| Ульяновская область                  |                                      | |
| Димитровград                         | 118,5                                | ОАО «Димитровградский автоагрегатный завод», ООО «Димитровградский завод светотехники», ООО «Димитровградский инструментальный завод»                                                                         |
| Новоульяновск                        | 13,9                                 | ЗАО «Ульяновскцемент» |
| Инза                                 | 18,4                                 | ООО Производственная Фирма «Инзенский деревообрабатывающий завод» (ООО ПФ «Инзенский ДОЗ») |
| Силикатный                           | 2,6                                  | ЗАО «Силикатчик» |
| Хабаровский край                     |                                      | |
| Чегдомын (посёлок)                   | 11,7                                 | фабрика треста «Ургалуголь» |
| Эльбан (посёлок)                     | 10,9                                 | ФГУП ДВПО «Восход» |
| Челябинская область                  |                                      | |
| Усть-Катав                           | 26,2                                 | «Усть-Катавский вагоностроительный завод имени С. М. Кирова» — филиал ФГУП «ГКНПЦ» имени М. В. Хруничева |
| Карабаш                              | 12,1                                 | ЗАО «Карабашмедь» |
| Нязепетровск                         | 12                                   | Нязепетровский филиал ООО «Литейномеханический завод» |
| Аша                                  | 30,7                                 | ОАО «Ашинский металлургический завод» |
| Миньяр                               | 9,3                                  | ОАО «Миньярский карьер», ООО «Биянковский щебёночный завод» |
| Верхний Уфалей                       | 26,8                                 | ОАО «Уфалейникель» |
| Бакал                                | 20,4                                 | ООО «Бакальское рудоуправление» |
| Сим                                  | 13,7                                 | ПАО «Агрегат» |
| Сатка                                | 44,8                                 | Комбинат «Магнезит» |
| Миасс                                | 166,5                                | Автомобильный завод «УРАЛ» |
| Златоуст                             | 173,1                                | ОАО «Златоустовский машиностроительный завод», ООО «Златоустовский металлургический завод» |
| Чебаркуль                            | 40,9                                 | ОАО «Уральская кузница» |
| Озёрск                               | 79,2                                 | Производственное объединение «Маяк» |
| Трёхгорный                           | 32,3                                 | ФГУП «Приборостроительный завод» |
| Снежинск                             | 50,7                                 | Всероссийский научно-исследовательский институт технической физики |
| Магнитогорск                         | 414,8                                | ОАО «Магнитогорский металлургический комбинат» |
| Чувашская Республика                 |                                      | |
| Канаш                                | 45,5                                 | ЗАО «Промтрактор-Вагон» |
| Мариинский Посад                     | 8,7                                  | Спиртзавод «Марпосадский» с дочерним предприятием УП «Маслозавод» |
| Алатырь                              | 36,6                                 | Завод «Электроприбор», ОАО «Электроавтомат» |
| Шумерля                              | 30,5                                 | ОАО «Шумерлинский завод специализированных автомобилей», ОАО «Комбинат автомобильных фургонов» |
| Новочебоксарск                       | 124,2                                | ОАО «Химпром» |
| Ярославская область                  |                                      | |
| Песочное (посёлок)                   | 2,6                                  | ЗАО «Первомайский фарфор» |
| Гаврилов-Ям                          | 17,4                                 | ОАО «Гаврилов-Ямский льнокомбинат» |
| Тутаев                               | 40,3                                 | ОАО «Тутаевский моторный завод» |
| Ростов Великий                       | 30,9                                 | ОАО «Ростовский оптикомеханический завод» (ОАО «РОМЗ») |
| Ямало-Ненецкий Автономный округ      |                                      | |
| Муравленко                           | 33,4                                 | АО «Газпромнефть-ННГ» |